# Orión (constelación)
Orión u Orion en latín, es una constelación prominente, quizás la más conocida del cielo. Sus estrellas brillantes y visibles desde ambos hemisferios, hacen que esta constelación sea reconocida mundialmente. La constelación es visible a lo largo de toda la noche durante el invierno en el hemisferio norte, verano en hemisferio sur; es asimismo visible pocas horas antes del amanecer desde finales del mes de agosto hasta mediados de noviembre y puede verse en el cielo nocturno hasta mediados de abril. Orión se encuentra cerca de la constelación del río Eridanus y apoyado por sus dos perros de caza Canis Maior y Canis Minor peleando con la constelación del Tauro. Lleva su nombre por Orión, el gigante cazador de la mitología griega.

## Características destacables

Constelación de Orión

Rígel (β Orionis), la estrella más brillante de la constelación, es en realidad un sistema estelar cuádruple cuya componente principal, Rígel A, es una supergigante blanco-azulada de tipo espectral B8Iae distante 848 años luz. Con una masa de 21 masas solares, tiene una luminosidad bolométrica 120 000 veces superior a la del Sol.
A una separación visual de 9,5 segundos de arco, se puede observar otra componente del sistema, cuya separación proyectada respecto a Rigel A es de más de 2200 ua y, aunque desde su descubrimiento no ha habido señales de movimiento orbital, ambas estrellas comparten un movimiento propio similar; este par tendría un período orbital estimado de 24 000 años. Esta última componente es también una binaria —cuyas componentes reciben el nombre de Rígel B y C— con un período de 63 años pero, a su vez, Rígel B es una binaria espectroscópica con un período orbital de solo 9,86 días.
Betelgeuse (α Orionis) es el segundo astro más brillante, una supergigante roja de gran tamaño con un diámetro aproximadamente 1000 veces más grande que el del Sol. Es una variable semirregular que en 2020 experimentó una disminución de brillo asociada a una disminución en su tamaño.
La siguiente estrella en cuanto a brillo es Bellatrix (γ Orionis), antes catalogada como gigante y ahora considerada una caliente estrella de la secuencia principal de tipo B2V que fusiona hidrógeno en su núcleo. Con una temperatura efectiva de 21 800 K, se encuentra a una distancia de 250 años luz.
Alnilam (ε Orionis), Alnitak (ζ Orionis) y Mintaka (δ Orionis) forman el asterismo conocido como el cinturón de Orión, en la parte central de la constelación. Las tres son estrellas distantes (entre 700 y 1350 años luz), calientes y luminosas.
Alnilam —la más alejada de las tres— es una supergigante de tipo B0Iab cuya luminosidad puede estar comprendida entre 275 000 y 537 000 veces la del Sol.
Alnitak es un sistema triple cuya estrella principal, una supergigante azul de tipo O9Ib y 29 500 K de temperatura, tiene como acompañante a una estrella de tipo B0III o B0.5V; a su vez, la estrella O es una binaria espectroscópica con un período orbital de 2687 días.
Mintaka es un sistema múltiple compuesto por dos binarias y cuya estrella más brillante es una gigante luminosa azul de tipo O9.5II, 190 000 veces más luminosa que el Sol, que forma una binaria eclipsante con una estrella B de la secuencia principal.
En Orión se pueden observar muchas otras estrellas calientes de tipo B y O, entre otras Hatysa (ι Orionis), —sistema estelar que parece haber sufrido un encuentro cercano con otra estrella en el pasado—, Saiph (κ Orionis), Meissa (λ Orionis), π4 Orionis, π5 Orionis, σ Orionis —sistema estelar séxtuple—, τ Orionis, φ1 Orionis y ω Orionis.
La temperatura efectiva de Hatysa, de tipo O9III, alcanza los 32 000 K y es 500 000 más luminosa que el Sol, mientras que Saiph, supergigante de tipo B0I, es 57 000 veces más luminosa que este.
μ Orionis es un sistema cuádruple compuesto también por dos binarias. La primera de ellas consta de una estrella con líneas metálicas de tipo A5V y de una enana amarilla de tipo G5V, mientras que la segunda consta de dos estrellas de tipo F5V. Sus períodos orbitales son 4,447 y 4,784 días respectivamente; a su vez, las dos binarias completan una órbita alrededor del centro de masas común cada 18,65 años.
π3 Orionis, conocida como Tabit, es una enana blanco-amarilla de tipo F6V a solo 26,3 años luz del sistema solar. Con una luminosidad 2,7 veces mayor que la luminosidad solar, tiene una temperatura de 6420 K, unos 600 K superior a la del Sol.
Ji1 Orionis (χ1 Orionis) es también una enana amarilla, pero de tipo G0V, unos 160 K más caliente que el Sol y cuya luminosidad es un 8 % superior a la solar; tiene una compañera estelar de 0,15 masas solares que completa una órbita alrededor de ella cada 14,1 años.
G 99-49, la estrella de la constelación más próxima a la Tierra a 17,2 años luz, es una tenue enana roja de tipo espectral M3.5V; algo más alejada —a 18,6 años luz—, Gliese 205 es otra enana roja de tipo M1.5V.
En otra estrella semejante —Gliese 179— se ha descubierto un planeta extrasolar que tiene una masa equivalente a un 82 % de la de Júpiter.
Por otra parte, Gliese 223.2 es una enana blanca «fría» distante 21,0 años luz, pues su temperatura se estima en el rango 4822 - 4898 K.
U Orionis es una de las variables más destacadas de Orión. Es una variable Mira cuyo brillo máximo alcanza magnitud +4,8. La medida de su diámetro angular en banda K corresponde a un radio 470 veces más grande que el del Sol; asimismo, existe evidencia de que su atmósfera puede ser asimétrica.
Otra variable Mira es S Orionis: alrededor de la estrella propiamente dicha existe una capa de emisión máser y una envoltura de polvo constituida sobre todo por granos de óxido de aluminio.
W Orionis es una estrella de carbono —una de las pocas observables a simple vista— de tipo espectral CV5. Su temperatura efectiva es de solo 2625 K, extremadamente baja.
Otra variable de la constelación, UX Orionis, es una estrella Herbig Ae/Be arquetipo de una subclase de variables que lleva su nombre y que muestran una variabilidad fotopolarimétrica con caídas de brillo esporádicas profundas de hasta 2 y 3 magnitudes.

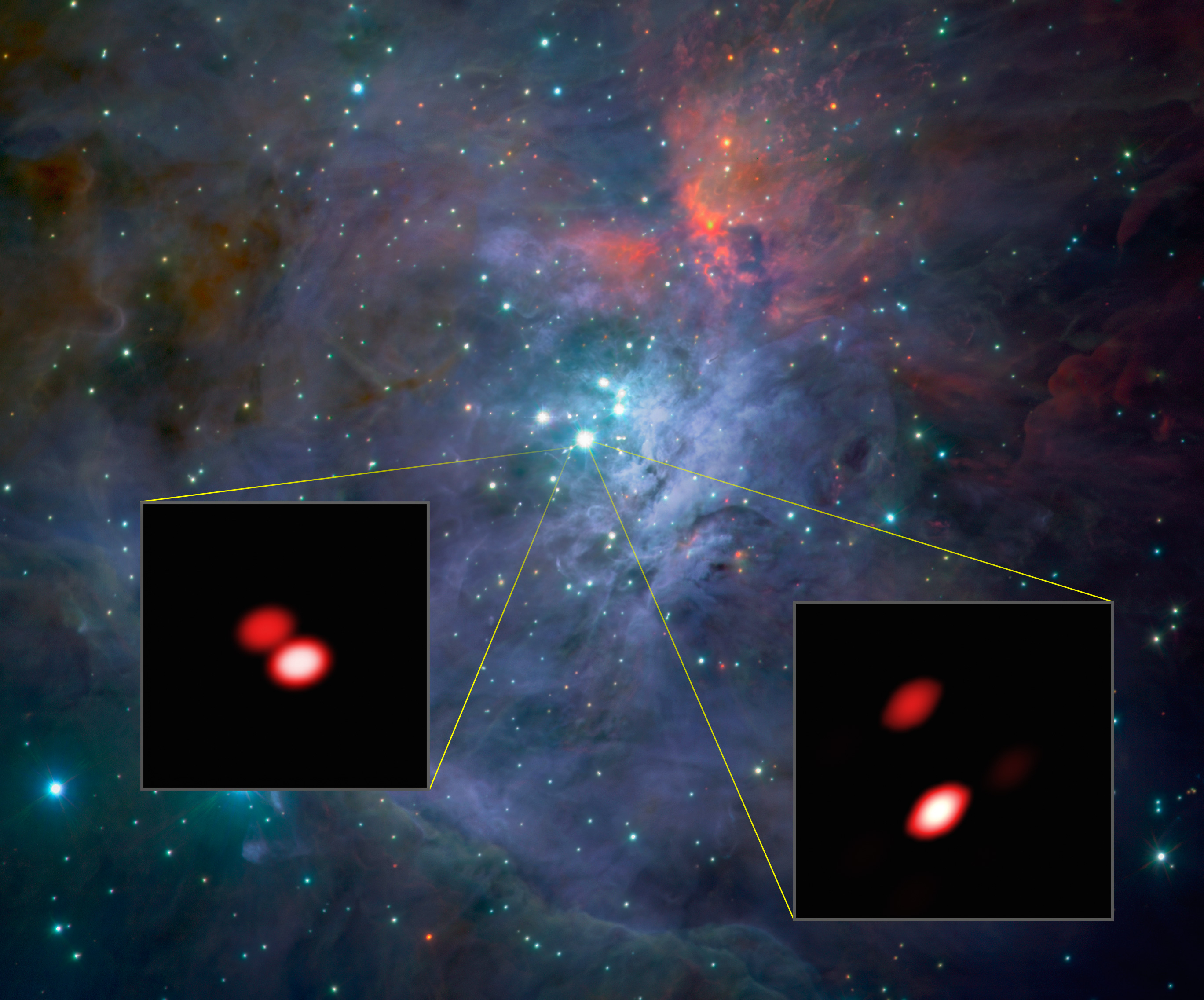
θ^{1} Orionis C resuelta como estrella binaria (recuadro derecho)

Entre los objetos de cielo profundo se encuentra el cúmulo del Trapecio, cúmulo abierto descubierto por Galileo Galilei. Su estrella más prominente es θ1 Orionis C, binaria cuya componente principal tiene tipo espectral O7Vp.
NGC 2169 es otro cúmulo abierto en Orión, distante unos 3400 años luz y cuya edad estimada es de 8 millones de años.

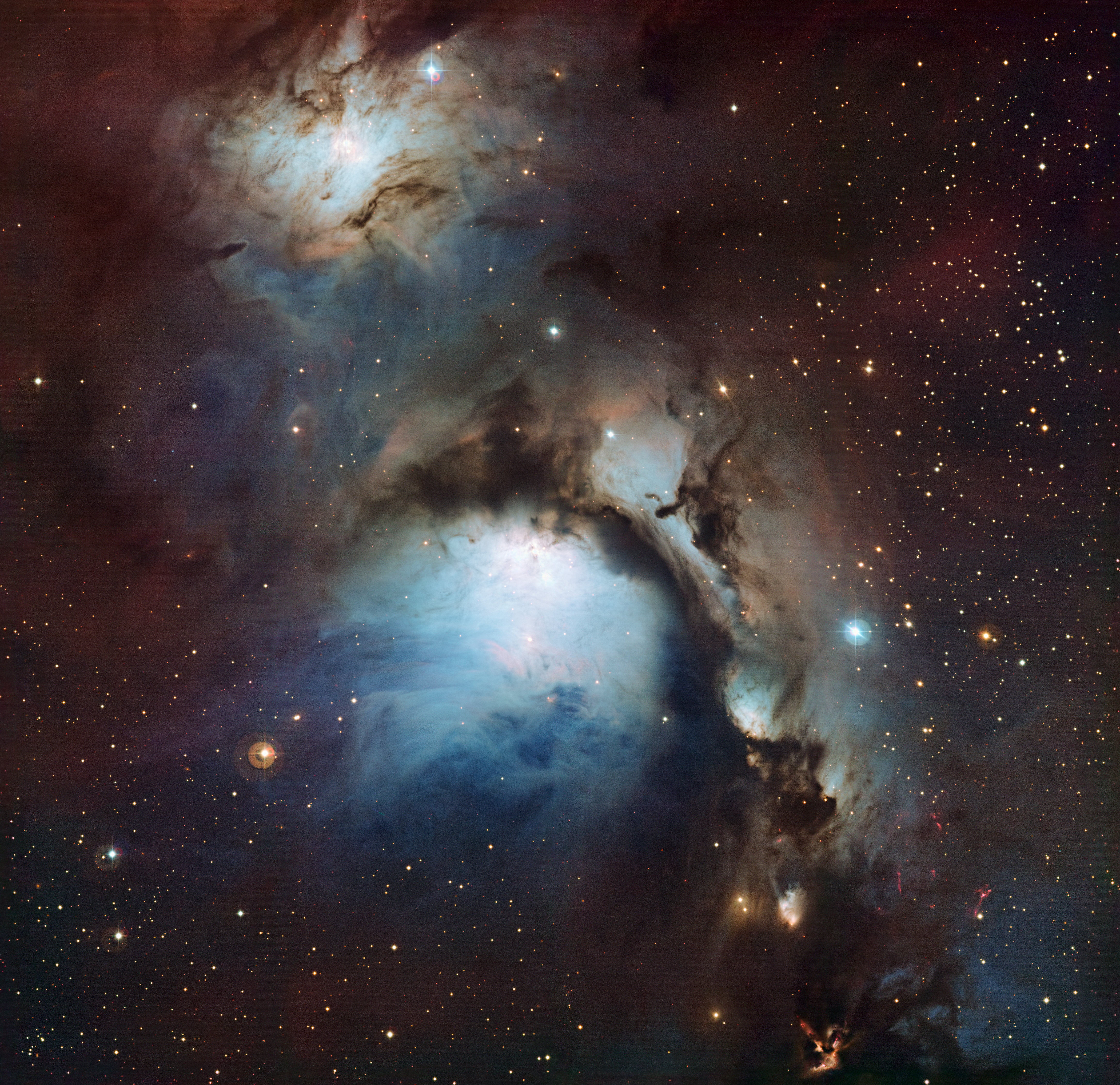
Imagen de M78 obtenida desde el Observatorio de La Silla

Otro objeto a destacar es la nebulosa de Orión (M42), nebulosa difusa que se localiza al sur de la constelación. Está situada a unos 1350 años luz de la Tierra y posee un diámetro aproximado de 24 años luz. Los textos más antiguos la denominaban Ensis, palabra latina que significa «espada», nombre que también recibe la estrella η Orionis, que desde la Tierra se observa muy próxima a la nebulosa.
M43 es una región H II que forma parte de la nebulosa de Orión; llamada también nebulosa de De Mairan, debe este nombre a su descubridor, el astrónomo francés Jean-Jacques d'Ortous de Mairan. En su centro se encuentra NU Orionis, estrella de tipo O9V expulsada del Cúmulo de la Nebulosa de Orión hace entre 100 000 - 200 000 años.
M78 es una nebulosa de reflexión, observada por primera vez por Pierre Méchain en 1780, distante 1600 años luz y que contiene unas 45 variables T Tauri y 17 objetos Herbig-Haro.
Forma parte del llamado complejo molecular de la nube de Orión, región de formación estelar cuyas estrellas tienen una edad de hasta 12 millones de años.
Otra nebulosa de Orión es la conocida como Cabeza de Caballo (Barnard 33), una nube de gas fría y oscura situada a aproximadamente 1400 años luz de la Tierra. También forma parte del complejo molecular de la nube de Orión. Esta nebulosa oscura es visible por contraste, ya que aparece por delante de la nebulosa de emisión IC 434.

## Estrellas principales

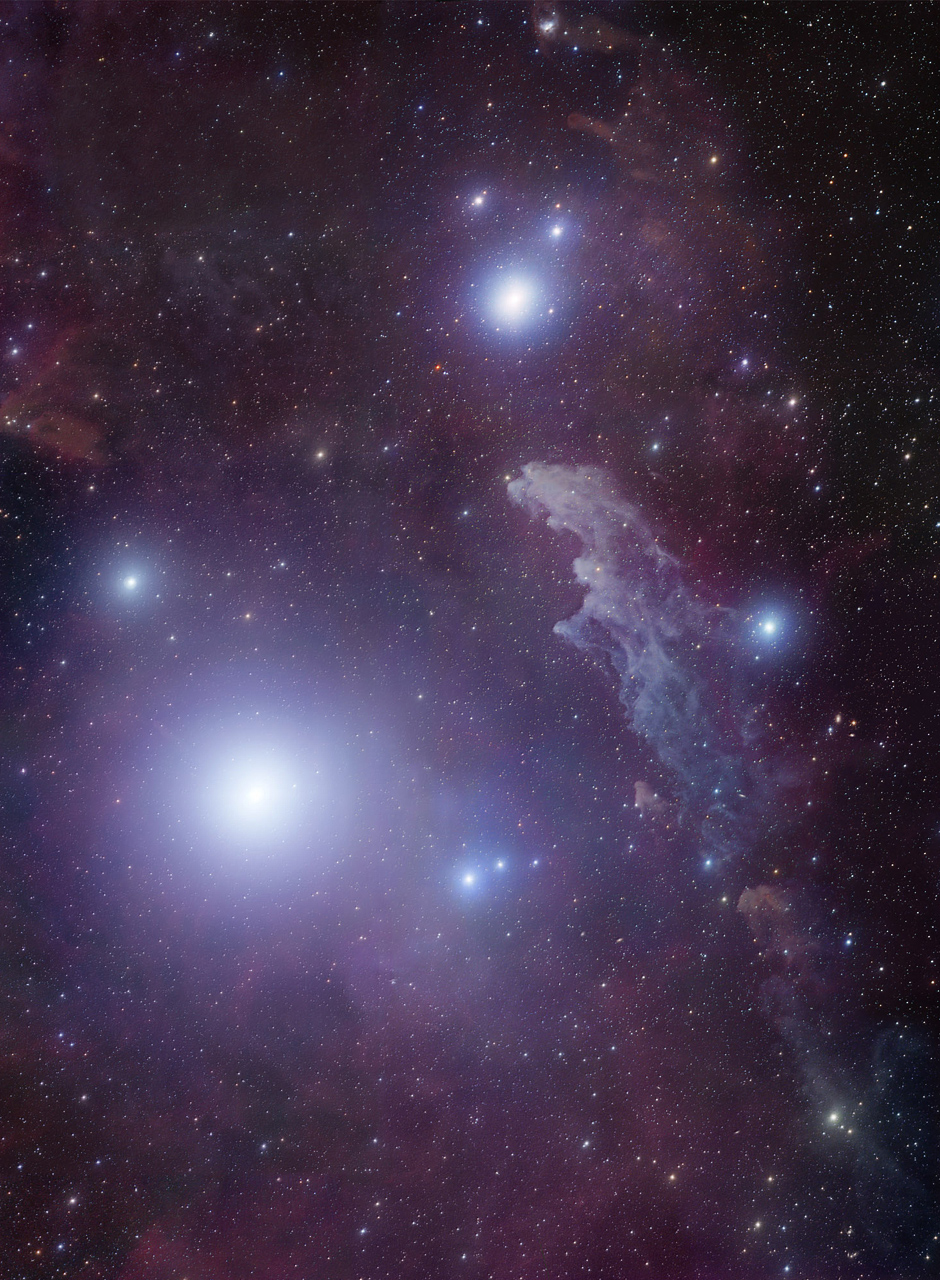
Rigel en IC 2118

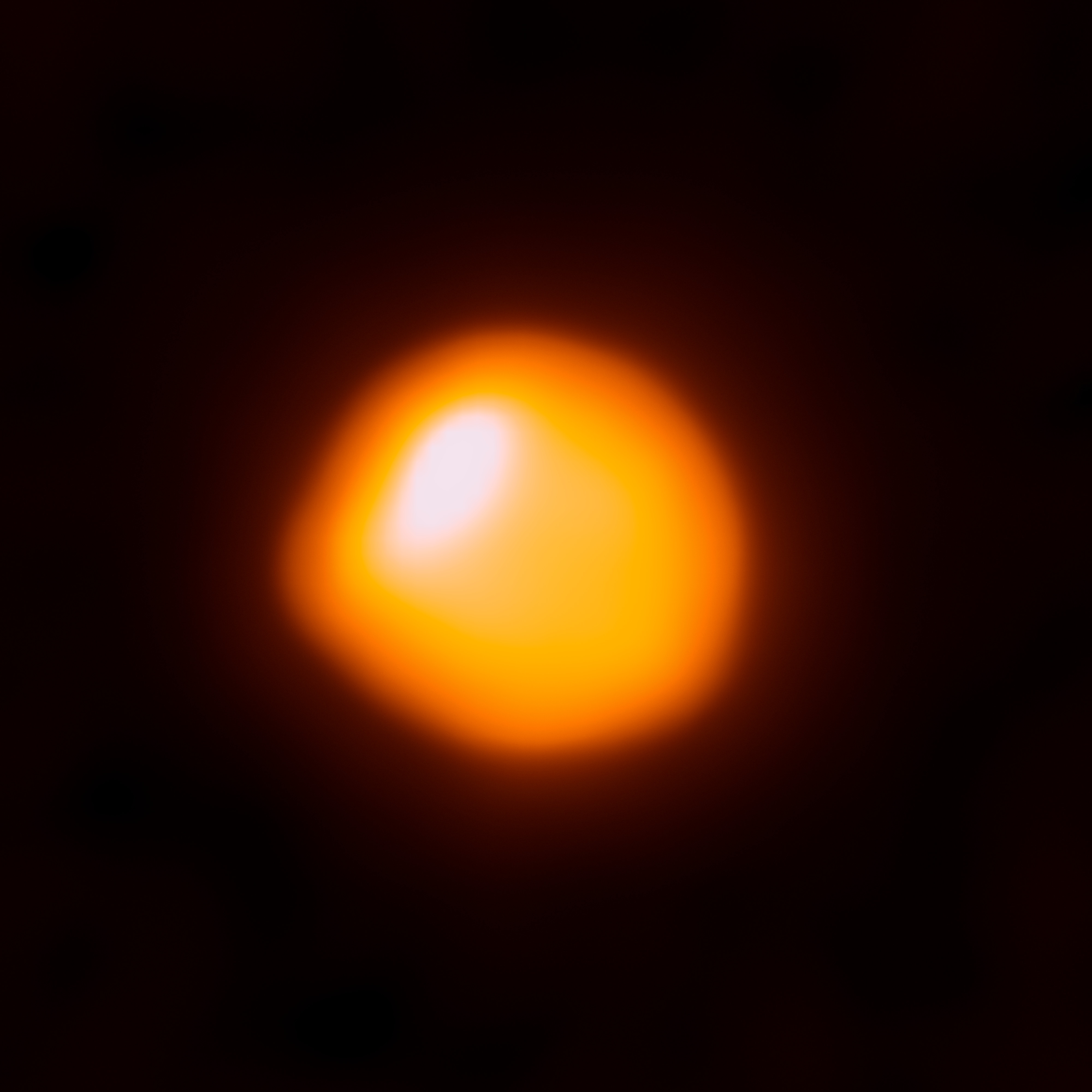
Imagen de Betelgeuse captada por ALMA

- α Orionis (Betelgeuse), supergigante roja variable cuyo brillo fluctúa entre magnitud 0,5 y 1,3. Aunque Betelgeuse tiene la denominación Alfa, Rigel aparece en la actualidad como más brillante.
- β Orionis (Rigel), con magnitud 0,12 es la estrella más brillante de la constelación. Es un sistema estelar triple cuya componente principal es una supergigante azul muy luminosa.
- γ Orionis (Bellatrix), la tercera estrella más brillante de la constelación con magnitud 1,64 es una estrella azul de tipo B2 a 240 años luz. Es conocida también como Estrella Amazona.

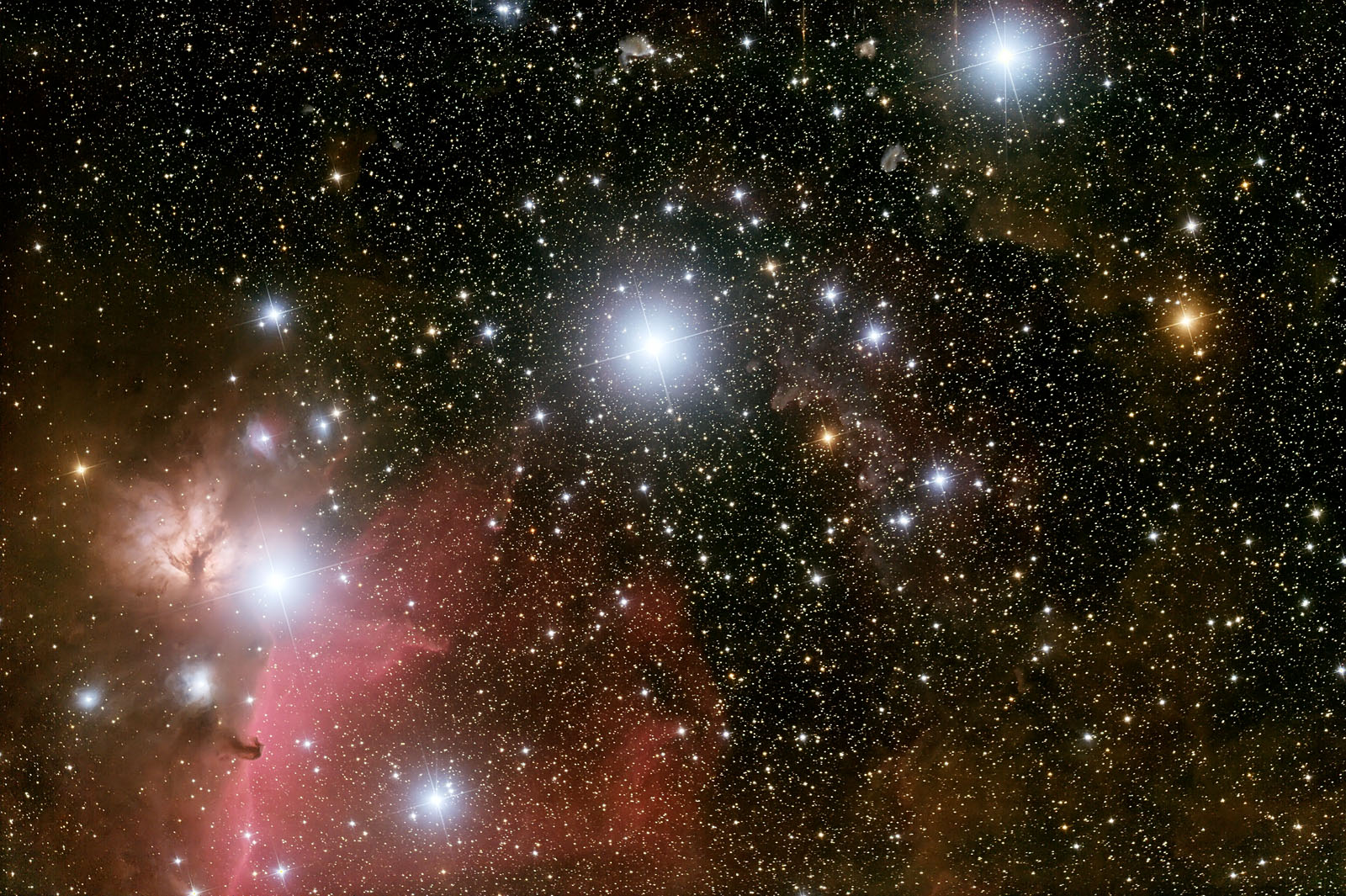
Cinturón de Orión con las brillantes Alnitak, Alnilam y Mintaka (de izquierda a derecha)

- δ Orionis (Mintaka), compleja estrella múltiple a 915 años luz. Junto a Alnitak y Alnilam, forma el conocido cinturón de Orión; también son conocidas como los «tres reyes magos» o «las tres Marías».[40]
- ε Orionis (Alnilam), supergigante azul de magnitud 1,7 que ilumina la nebulosa NGC 1990. Es la estrella más brillante del cinturón de Orión.
- ζ Orionis (Alnitak), sistema estelar triple de magnitud 1,89.
- η Orionis, binaria eclipsante y variable Beta Cephei.
- ι Orionis (Hatysa), gigante azul y binaria espectroscópica cuyas componentes se mueven en una órbita muy excéntrica.
- κ Orionis (Saiph), junto a Betelgeuse, Rigel y Bellatrix completa el cuadrilátero de Orión.
- λ Orionis (Meissa o Raselgeuse), estrella binaria cuyas componentes están separadas 4,4 segundos de arco.
- μ Orionis, sistema estelar cuádruple cuyas componentes están demasiado próximas para ser resueltas a través del telescopio.
- ο1 Orionis, gigante roja de magnitud 4,75 y variable semirregular.
- π1 Orionis, estrella de magnitud 4,66 rodeada por un disco de polvo.
- π3 Orionis (Tabit), enana amarilla a 26,3 años luz del sistema solar.
- π4 Orionis, binaria espectroscópica compuesta por dos estrellas azules.
- π5 Orionis, variable elipsoidal rotante de magnitud 3,72.
- σ Orionis, sistema estelar quíntuple situado a unos 1150 años luz de distancia.
- τ Orionis, gigante azul de magnitud 3,59.
- φ1 Orionis, gigante azul de magnitud 4,40, es también una binaria espectroscópica.
- φ2 Orionis, gigante naranja de magnitud 4,09.
- χ1 Orionis, enana amarilla cercana que parece ser mucho más joven que el Sol.
- χ2 Orionis, distante supergigante o hipergigante 410.000 veces más luminosa que el Sol.
- ψ1 Orionis (25 Orionis), joven estrella con envoltura de magnitud 4,89.
- ω Orionis, gigante azul y estrella Be de magnitud 4,57.
- 22 Orionis (o Orionis), binaria espectroscópica miembro de la asociación estelar Orión OB1.
- 31 Orionis, gigante naranja de magnitud 4,71.
- 71 Orionis, estrella blanco-amarilla de magnitud 5,20.
- S Orionis, variable Mira cuyo brillo varía entre magnitud 7,2 y 14 a lo largo de un período de 414 días.
- T Orionis y UX Orionis, jóvenes estrellas Herbig Ae/Be.
- U Orionis, variable Mira con un período de 368,3 días. Cuando se encuentra en su brillo máximo alcanza magnitud 4,8.
- W Orionis, estrella de carbono y variable semirregular.
- VV Orionis, sistema estelar triple y binaria eclipsante.
- V1647 Orionis, estrella presecuencia principal que ilumina una nebulosa de reflexión.
- HD 38858, análogo solar a 50,8 años luz del sistema solar.
- HD 42088, estrella caliente de tipo O de magnitud 7,56.
- Gliese 179, enana roja con un planeta joviano.
- Gliese 204, enana naranja de magnitud 7,64.
- G 99-49 y Gliese 205, dos enanas rojas respectivamente a 17,2 y 18,6 años luz.
- Gliese 223.2 (G 99-44) y V1201 Orionis, enanas blancas solitarias a 21,0 y 26,1 años luz del sistema solar.

## Objetos de cielo profundo

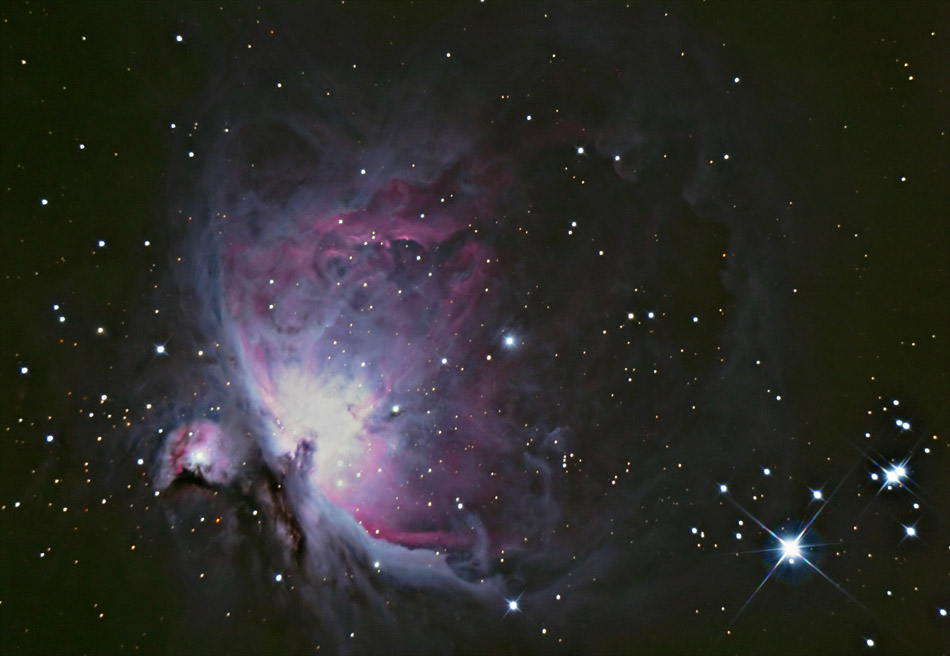
M42 (nebulosa de Orión).

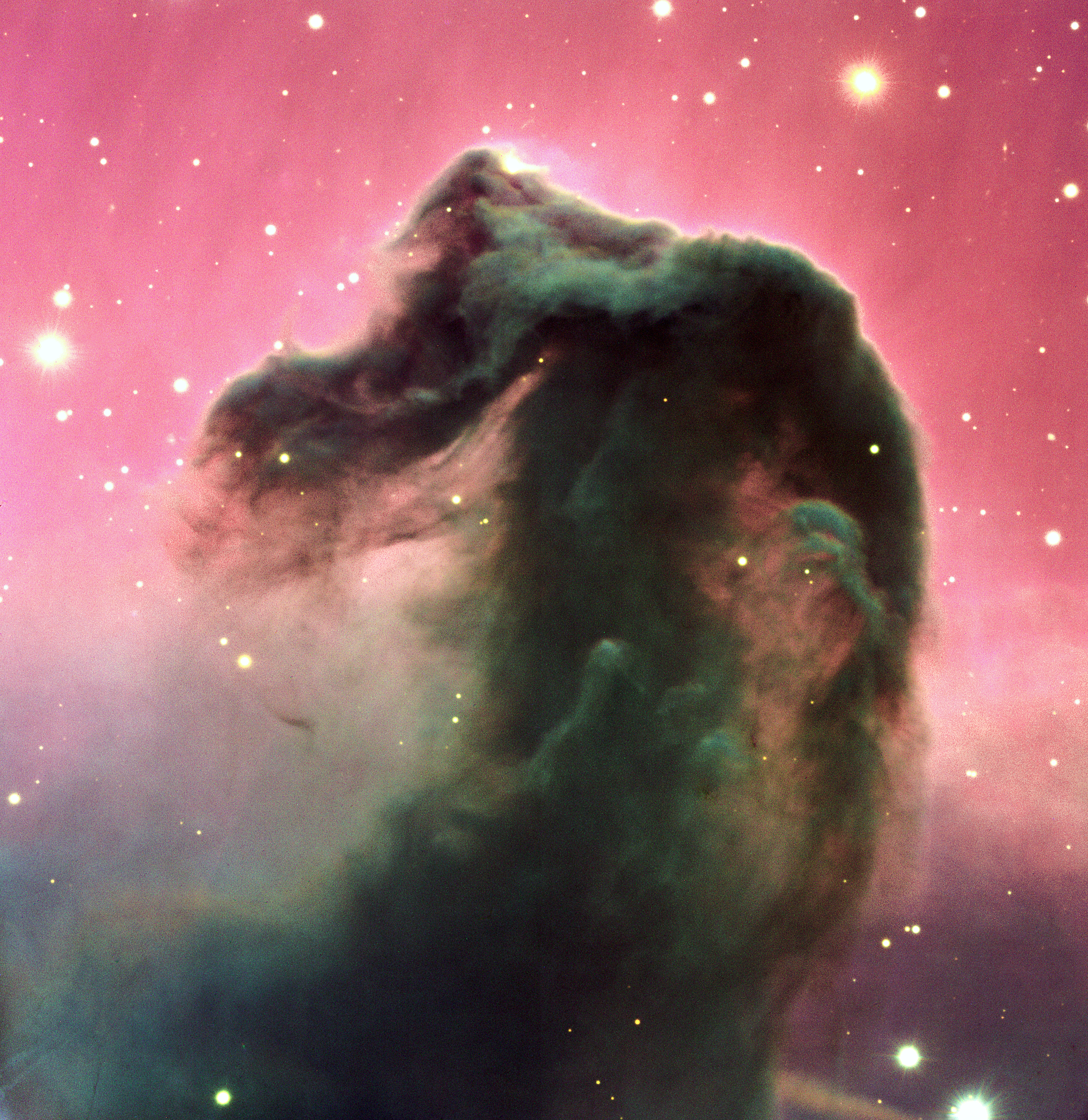
Imagen de la nebulosa Cabeza de Caballo obtenida desde el Observatorio Europeo Austral (2002).

El Complejo molecular de la nube de Orión es una gigantesca estructura de hidrógeno, polvo, plasma y estrellas nacientes que abarca la mayor parte de la constelación. El complejo ubicado a una distancia de 1500 años luz de la Tierra está formado por nebulosas de emisión, nebulosas de reflexión, nebulosas oscuras y regiones HII. Destaca especialmente por ser una región de intensa formación estelar y por las extraordinarias nebulosas que la forman:
- M42, la nebulosa de Orión
- M43, la nebulosa de De Mairan
- M78
- El Bucle de Barnard
- IC 434 y la nebulosa Cabeza de Caballo
- NGC 2023
- NGC 2024, la nebulosa de la Flama
- La Nube molecular de Orión 1
- La Nube Molecular de Orión 2

Muchas de las estrellas brillantes de la constelación, como Alnitak, Alnilam, y Mintaka, pertenecen a este complejo (Hpme C1-lgao), en el que han nacido.

## Mitología, literatura fantástica, cultura popular, música y cine

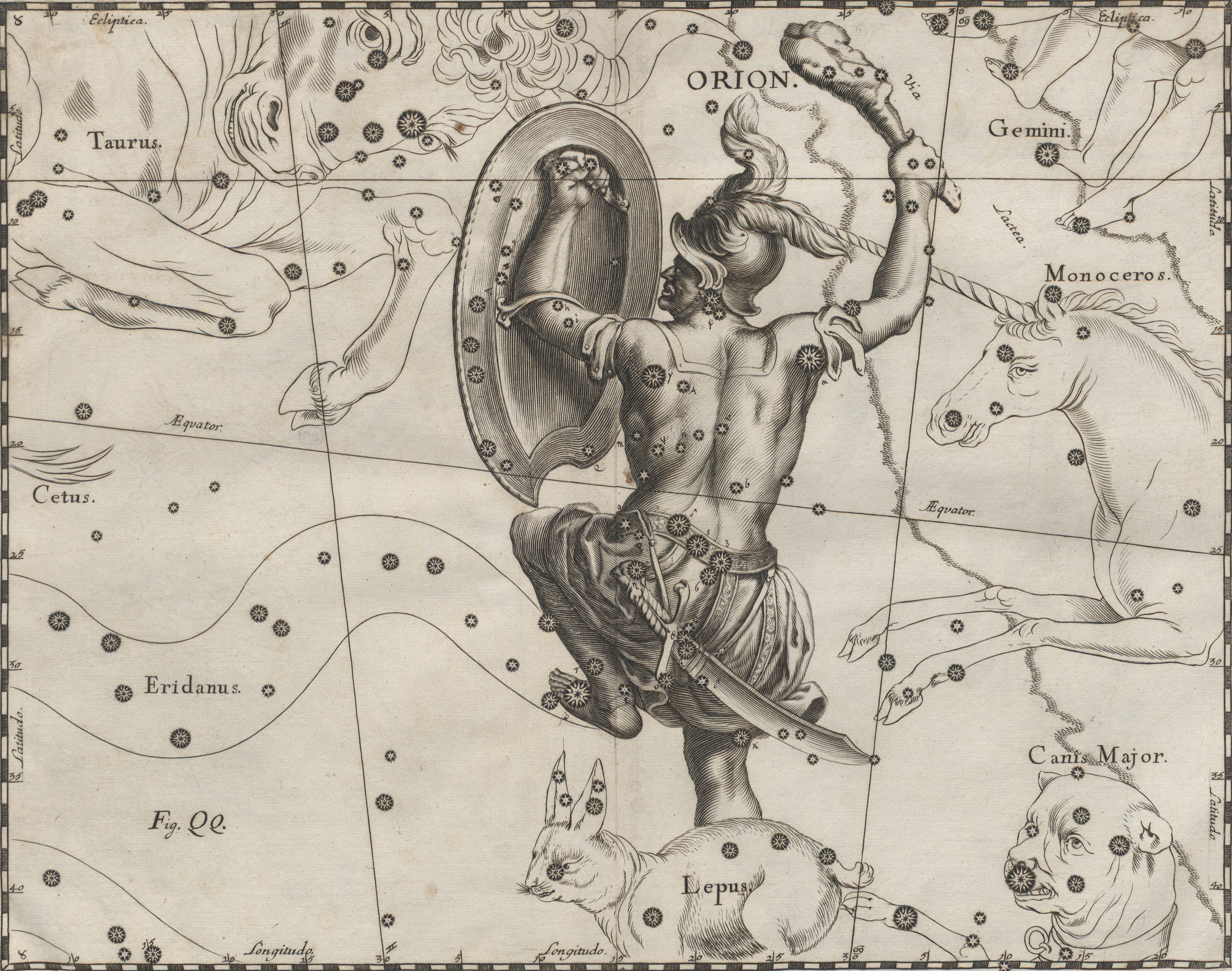
La constelación de Orión.

En la mitología griega, Orión fue un gigante. Existen diversas versiones del mito de Orión. Una de ellas cuenta que Orión había violado a Mérope, hija de Enopión, quien por ello, lo dejó ciego. Apolo le devolvió la vista y a continuación Orión se convirtió en compañero de caza de Artemisa y Leto. Prometió aniquilar todo animal que hubiera sobre la tierra, por lo que Gea se enfadó e hizo nacer un escorpión enorme que picó a Orión y lo mató. En otra versión fue Artemisa la que lanzó el escorpión contra Orión.
Existe otra tradición que sostenía que Artemisa se había enamorado de Orión, lo cual despertó celos en Apolo, hermano gemelo de Artemisa. Un día Apolo, viendo a Orión a lo lejos, hizo una apuesta a su hermana desafiándola a que no podía asestarle una flecha a un animal (o a un punto brillante lejos en el océano, en otra versión) que se movía a lo lejos dentro de un bosque (o en lo lejano del mar). Artemisa lanzó su flecha y dio, como siempre, en el blanco. Cuando fue a ver su presa, se dio cuenta de que había aniquilado a su amado Orión. Fue tan grande su tristeza, sus quejas y sus lamentos que decidió colocar a Orión en el cielo para su consuelo.
Otra leyenda cuenta que Orión acosaba a las Pléyades, hijas del titán Atlas, por lo que Zeus las colocó en el cielo. Todavía parece que, en el cielo, Orión continúa persiguiendo a las Pléyades.
Orión está representado por un guerrero alzando su arco, su espada o garrote y cubriéndose del enemigo con un vellocino o un escudo. A su lado se encuentran sus perros de caza: Canis Maior y Canis Minor.
En la Mitología egipcia la estrella de Orión, Betelgeuse estaba asociada al dios Osiris. La personificación concreta de esta constelación estaba encarnada en la deidad Sah (mitología egipcia), aunque bien pudiera considerarse que esta divinidad era una manifestación alterna de Osiris.
En la mitología selknam, la constelación de Orión se asocia al dios Kwányip, siendo él la estrella Betelgeuse.
En algunas versiones de la biblia la constelación de Orión es llamada "Kesil" y la relacionan con Nemrod.
En el Legendarium creado por J. R. R. Tolkien en su literatura fantástica se describe una astronomía propia, con cuerpos celestes equivalentes a los de nuestro mundo real, pero con unos nombres y mitología imaginarios asociados. Orión es conocido como Menelvagor en sindarin o Menelmacar en quenya. Ambos nombres significan «el espadachín del cielo», y representa ya sea a Eönwë, heraldo de los dioses o a Túrin, un héroe trágico del libro El Silmarillion.
En la serie Westworld (serie de televisión), capítulo 4, Temporada 1, uno de los personajes principales se llama Barnard. Este toma su nombre del objeto de cielo profundo llamado Bucle de Barnard y corrige a una de sus ayudantes indicándole que el cinturón de Orión tiene 3 estrellas en vez de 4.
El cinturón de Orión en algunos países de Latinoamérica es conocido popularmente como las 3 Marías (siendo estas el cinturón de Orión) o también como los tres reyes magos.
Esta constelación también le da nombre a Orion, canción del grupo de thrash metal Metallica.
Asimismo, la banda británica de rock progresivo Jethro Tull ha incluido una canción "Orion" (3'58") en su álbum Stormwatch (1979).
En el universo de Transformers, antes de ser nombrado un Prime, existía Orion Pax (traducción: Cazador de la Paz),que refleja las intenciones de mejorar su planeta: Cybertron